# 幾內亞麗鰻
幾內亞麗鰻（学名：Callechelys guineensis）為輻鰭魚綱鰻鱺目糯鰻亞目蛇鰻科的其中一種，其种加词“guineensis”意为“几内亚的”。分布於西大西洋區的墨西哥灣及加勒比海海域；東大西洋的塞內加爾、維德角群島海域，棲息深度4-35公尺，體長可達108公分，棲息在沙泥底質海域，為底棲性魚類，屬肉食性，生活習性不明。